# Friedhelm Otters
Friedhelm Otters (* 12. Juli 1948; † Januar 2022) war ein deutscher Fußballspieler. In der Saison 1973/74 absolvierte der Mittelfeld- und Angriffsspieler für den Aufsteiger SC Fortuna Köln in der Fußball-Bundesliga 25 Spiele und erzielte dabei zwei Tore.

## Karriere
Der von Hertha Rheidt im Rhein-Sieg-Kreis gekommene Stürmer Friedhelm Otters debütierte beim Regionalligaaufsteiger Fortuna Köln am 13. August 1967 in der damaligen Zweitklassigkeit im DFB-Bereich. Er stürmte beim 1:1-Heimremis im Müngersdorfer Stadion gegen Hamborn 07 auf Rechtsaußen und Jean Löring hatte die Mittelläuferrolle beim Team von Trainer Jupp Schmidt inne. Am Rundenende konnten die Rot-Weißen vom SC Fortuna mit dem 16. Rang knapp den Klassenerhalt realisieren und Otters hatte 24 Ligaspiele bestritten und dabei fünf Tore erzielt. In seiner zweiten Regionalligasaison, 1968/69, konnte er seine persönliche Bilanz auf 31 Ligaeinsätze mit acht Toren an der Seite der Neuzugänge Karl Lambertin und Karl-Heinz Struth steigern und die Fortuna belegte den 13. Rang. Als mit dem neuen Trainer Vladimir Beara und dem neuen Torhüter Wolfgang Fahrian in der Saison 1969/70 mit dem 14. Tabellenplatz die Fortuna stagnierte, erzielte Otters in 32 Einsätzen fünf Tore.
Der Angreifer schloss sich danach für zwei Jahre dem Lokalrivalen SC Viktoria 04 Köln an. Unter Trainer Hans Neuschäfer und an der Seite des Routiniers Hans Sturm kam die Viktoria 1970/71 auf dem 10. Rang in der Regionalliga West ein. Otters hatte in 26 Spielen zehn Tore erzielt. In seinem zweiten Jahr bei der Viktoria, 1971/72, erlebte er aber unter dem neuen Trainer Coşkun Taş den Abstieg. Seine fünf Treffer in 24 Einsätzen reichten an der Seite der Angriffskollegen Karl-Heinz Mödrath und Gerd Pittscheidt nicht zur Verhinderung des Abstiegs aus. Nach zwei Jahren kehrte er zur Saison 1972/73 wieder zum SC Fortuna Köln zurück. Zum 1. November 1972 hatte Präsident Löring den neuen Trainer Martin Luppen aus Jülich nach Köln geholt und damit Vorgänger Ernst-Günter Habig abgelöst. Die Saison 1972/73 endet hinter Rot-Weiss Essen mit der Erringung des zweiten Platzes. Otters hat in der Spielzeit 26 Spiele bestritten und elf Tore an der Seite der Mitspieler Helmut Bergfelder, Wolfgang Thier, Wolfgang Glock, Rolf Bauerkämper, Rolf Kucharski, Noel Campbell, Günter Oleknavicius, Hans-Günter Neues und Gerd Zimmermann erzielt. In der anschließenden Aufstiegsrunde brachte er es gegen die Mannschaften vom FC St. Pauli, 1. FSV Mainz 05, Karlsruher SC und Blau-Weiß 90 Berlin auf fünf Spiele und erzielte ein Tor und Otters stieg mit der Fortuna in die Bundesliga auf. Insgesamt kam der Offensivspieler von 1967 bis 1973 auf 163 Regionalligaspiele in der Westliga und erzielte dabei 44 Tore.
Im folgenden Jahr, der Saison 1973/74 spielte Otters 25-mal und erzielte zwei Treffer für den Aufsteiger. Jetzt trainierte aber nicht mehr Martin Luppen den SC Fortuna, sondern Löring hatte den zwei ehemaligen Leichtathleten Volker Kottmann (bis 31. Dezember 1973) und Willi Holdorf (ab 21. Januar 1974) die sportliche Leitung übertragen gehabt. Die Fortuna stand zum Saisonabschluss auf Platz 17, punktgleich mit dem 16, Wuppertaler SV, der durch die bessere Tordifferenz in der Liga blieb. Otters stieg mit der Fortuna in die neugeschaffene 2. Bundesliga ab. Bis 1979 spielte Otters fünf Runden bei der Fortuna, durchgängig in der 2. Bundesliga, absolvierte dabei 135 Ligaspiele wo er 21 Tore erzielte. Danach ließ er seine Profikarriere ausklingen und schloss sich zur Saison 1979/80 dem FV Honnef an.